# Les Sables Vendée Basket
Les Sables Vendée Basket es un equipo de baloncesto francés con sede en la ciudad de Olonne-sur-Mer, que compite en la NM1, la tercera competición de su país. Disputa sus partidos en la Salle Beauséjour.

## Posiciones en liga
- 2012 - (11-NM2)
- 2013 - (9-NM2)
- 2014 - (13-NM2)
- 2015 - (NM3)
- 2016 - (6-NM2)
- 2017 - (9-NM2)
- 2018 - (7-NM2)
- 2019 - (2-NM2)
- 2020 - (1-NM2)
- 2021 - (12-NM1)
- 2022 - (10-NM1)